# アトル那覇薬品
株式会社アトル那覇薬品（アトルなはやくひん）は、沖縄県与那原町に本社を置く医薬品・医療機器をとり扱う企業であった。現在はかつての親会社であった株式会社アトルの沖縄支社となっている。
1951年に資本金6万ドルで「那覇薬品」（沖縄県那覇市十区十四組　代表取締役社長・具志堅得助）を設立。その後、1974年に商号を株式会社那覇薬品とし、本社を浦添市屋富祖に移転。その後、同市宮城に移転したが、2008年には与那原町に移転している。
2007年12月に株式会社アトルが株式の60%を取得し子会社化、その後全株式を取得したうえで完全子会社化した。
2009年10月に株式会社アトルと統合。同時に同社の沖縄支社が開設された。
日本メーカー「三共」・「科研薬化」・「関東化学」・「日本製薬」・「三光製薬」・「科薬」・「菱山製薬」、アメリカメーカー「パーク・デービス」・「USサミット」の沖縄総代理店である。

## 沿革
- 1951年2月21日 那覇薬品を設立。本社は那覇市。
- 1974年9月 商号を株式会社那覇薬品とする。本社を浦添市屋富祖に移転。
- 1976年12月 本社を浦添市宮城に移転
- 2007年12月 株式会社アトルが株式の60%を取得。商号を株式会社アトル那覇薬品に変更。
- 2008年9月16日 本社を与那原町に移転。
- 2009年3月 全株式を株式会社アトルが取得、完全子会社化。
- 2009年10月1日 株式会社アトルに吸収合併され、同社の沖縄支社を開設。